# Adam Sedgwick
För zoologen, se Adam Sedgwick (zoolog).
Adam Sedgwick, född 22 mars 1785 i Dent, Yorkshire, död 27 januari 1873 i Cambridge, var en engelsk geolog. Han var farfars bror till zoologen Adam Sedgwick.

## Biografi
Sedgwick blev 1818 professor i geologi i Cambridge. Han är författare till en mängd viktiga geologiska arbeten, särskilt rörande de kambrisk-siluriska och devoniska systemen i England, genom vilka han invecklades i en långvarig strid med Roderick Murchison. Den sistnämnde lyckades nästan helt undantränga Sedgwicks klassifikation och ställa hans förtjänster i skuggan. Senare uppskattades emellertid Sedgwicks säkra blick och stora klassifikationstalang, och hans efterföljare gjorde allt för att få hans ursprungliga klassifikation erkänd. 

## Utmärkelser
- 1851: Wollastonmedaljen
- 1863: Copleymedaljen